# أندريس افيلينو كاسيريس
أندريس افيلينو كاسيريس (بالإسبانية: Andrés Avelino Cáceres) (و. 1833 – 1923 م) هو سياسي، وعسكري محترف من بيرو .